# バルトロメ・ペレス・デ・ラ・デエサ
バルトロメ・ペレスと呼ばれるバルトロメ・ペレス・デ・ラ・デエサ（Bartolomé Pérez de la Dehesa 、1634年頃 - 1698年1月26日）はスペインの画家である。壁画や舞台美術の分野でも活動したが、花を描いた静物画や「garland （花環作品）」などで知られている。

## 略歴
明確な記録はないが、1634年にマドリードで生まれたとされている。誰の元で絵の修行をしたかも知られていないが、1663年12月に花を題材にした静物画で人気のあった画家、フアン・デ・アレラーノの娘と結婚し、義理の兄弟たちとフアン・デ・アレラーノの工房で働くようになった
義理の父親と同じく、スペイン宮廷と良好な関係を持ち、宮廷の劇場の舞台美術の仕事をし、貴族たちからの注文で、教会の装飾画の注文を受けた。様々な聖人を描き、花環で周囲を飾るという「garland （花環作品）」は多くの注文を受けた。
1689年に　「国王付画家(pintor del Rey)」の称号を与えられ、その年、建築家のホセ・デ・チュリゲラ(José Benito de Churriguera)とカルロス2世の王宮の王の寝室の装飾の仕事をした。工房の画家と55点の花の装飾画で飾ったが、現在残っているのは3点で、その内2点はプラド美術館に収蔵されている。
1698年にマドリードのモンテレオン公爵(duque de Monteleón)の邸宅の装飾画を描いていた時に足場から落ちた怪我がもとで亡くなった。
義父のフアン・デ・アレラーノの強い影響を受けたスタイルから出発し、ペレスの署名のある作品が発見されるまでは、現在ペレスの作品と考えられている花を描いた作品のいくつかはフアン・デ・アレラーノの作品だとされていた。フアン・デ・アレラーノの作品に比べると穏やかな色使いの作品であるとされている。

## 作品

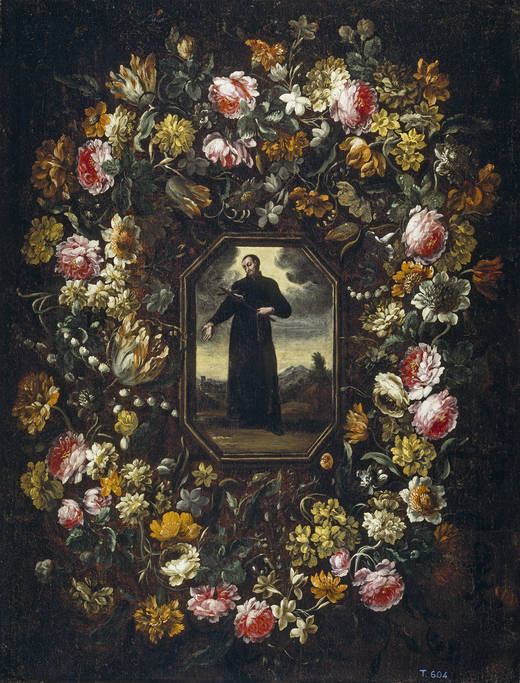
カミロ・デ・レリスを描いた花環作品(1675/1680) プラド美術館蔵
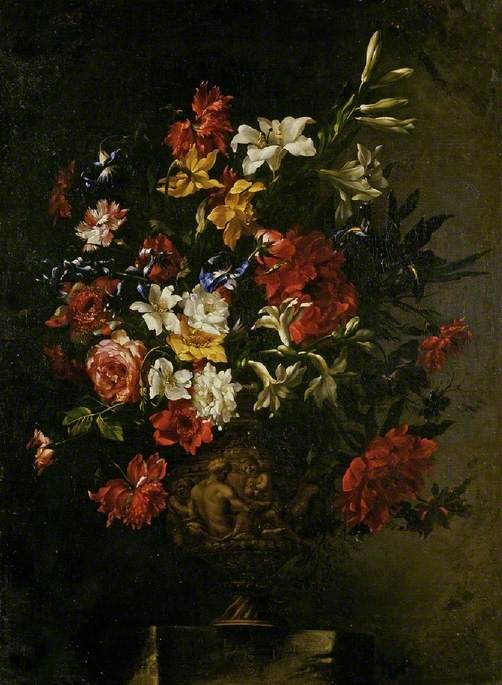
浮彫をされた花瓶の花 フィッツウィリアム美術館蔵
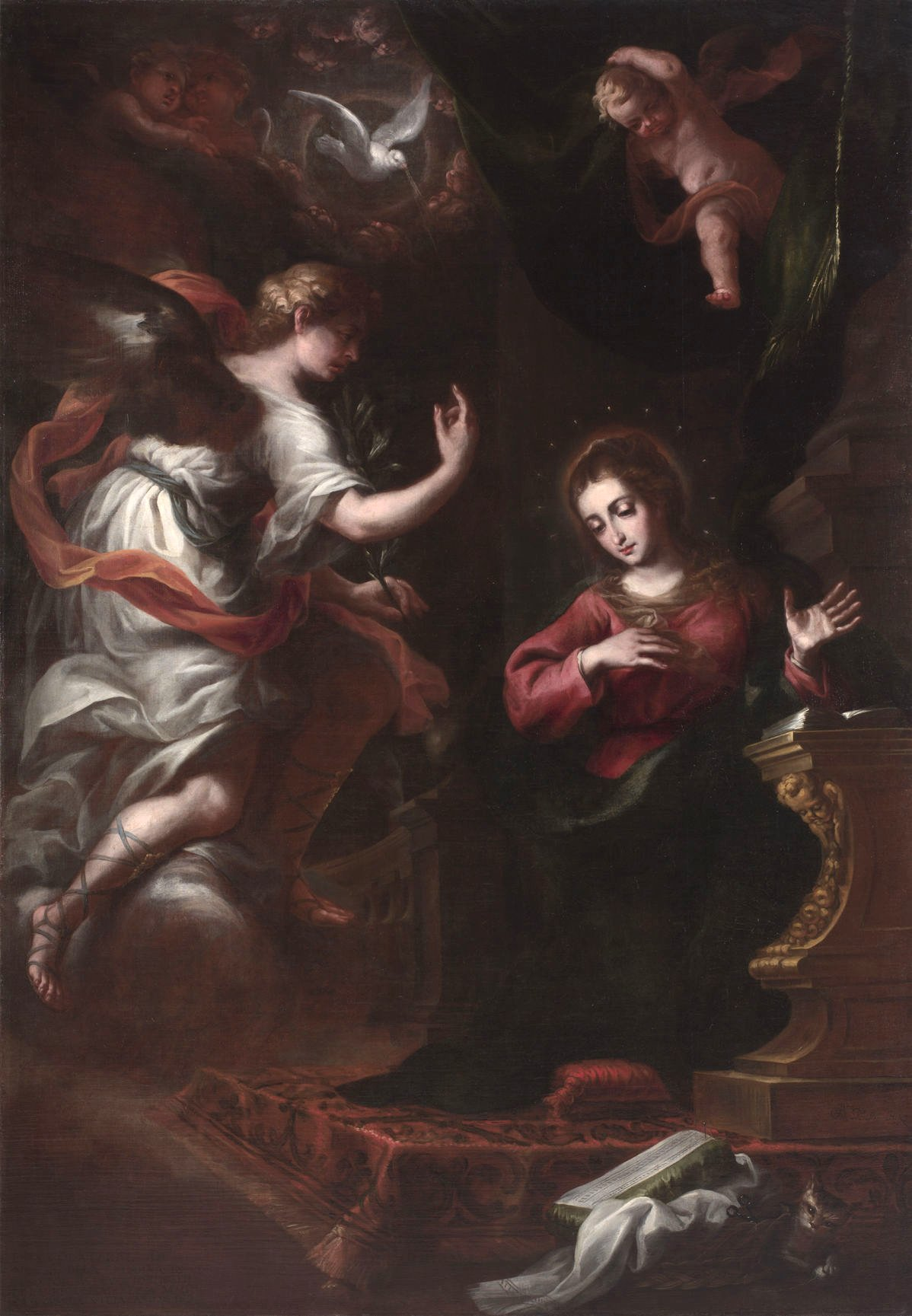
「受胎告知」 ハースト・キャッスル蔵
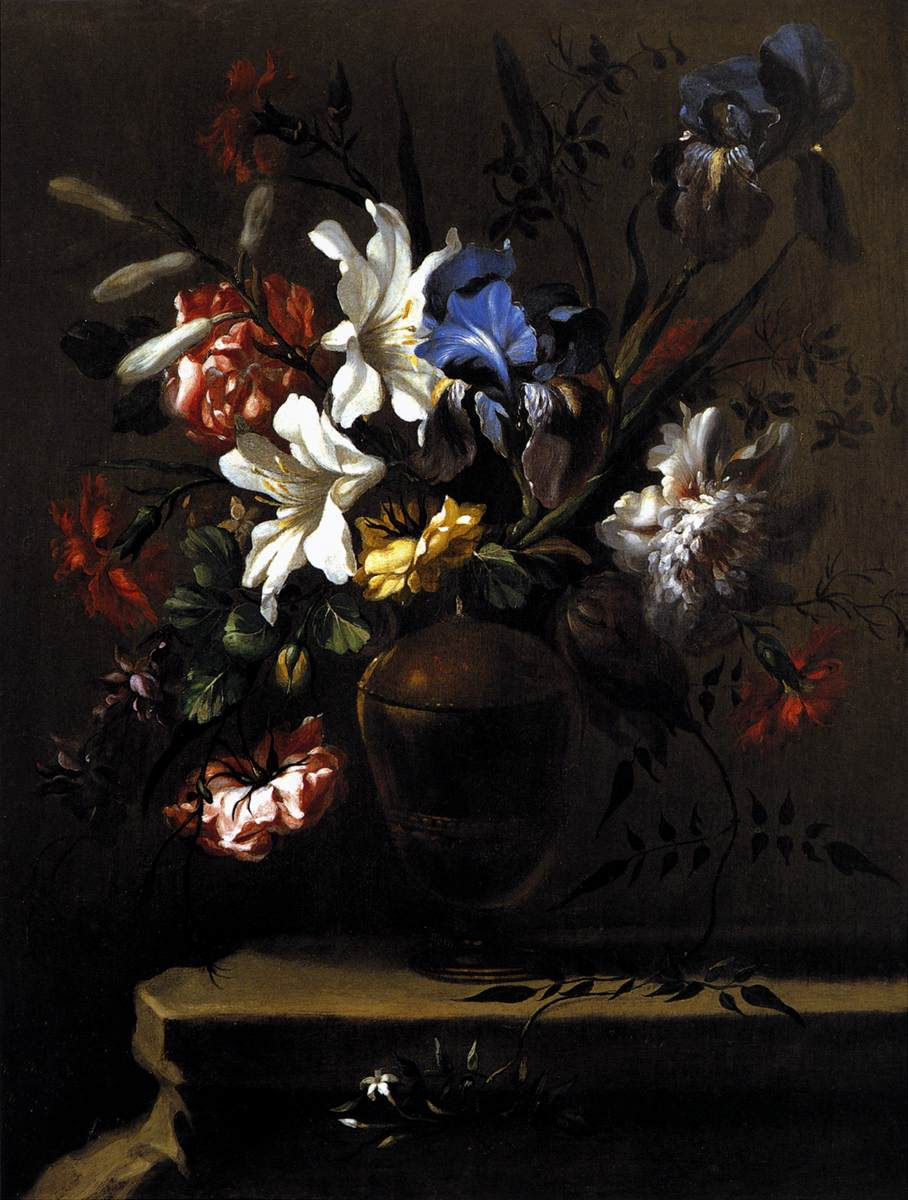
花活け、個人蔵